# Década de 1390
Séculos: (Século XIII - Século XIV - Século XV)
Décadas: 1340 1350 1360 1370 1380 - 1390 - 1400 1410 1420 1430 1440
Anos: 1390 - 1391 - 1392 - 1393 - 1394 - 1395 - 1396 - 1397 - 1398 - 1399